# Siedem dusz
Siedem dusz – dramat filmowy produkcji USA z 2008, w reżyserii Gabriele Muccino.

## Obsada
- Will Smith - Ben Thomas
- Rosario Dawson - Emily Posa
- Woody Harrelson - Ezra Turner
- Michael Ealy - brat Bena
- Barry Pepper - Dan
- Elpidia Carrillo - Connie Tepos
- Robinne Lee - Sarah Jenson
- Joe Nunez - Larry
- Bill Smitrovich - George Ristuccia
- Tim Kelleher - Stewart Goodman
- Gina Hecht - doktor Briar
- Andy Milder - George's Doctor
- Judyann Elder - Holly Apelgren
- Sarah Jane Morris - Susan
- Madison Pettis - córka Connie